# Willem Barentsz
Pour les articles homonymes, voir Barentz.
 (décembre 2020).
Si vous disposez d'ouvrages ou d'articles de référence ou si vous connaissez des sites web de qualité traitant du thème abordé ici, merci de compléter l'article en donnant les références utiles à sa vérifiabilité et en les liant à la section « Notes et références ».
Willem Barentsz (orthographié parfois Barents ou Barentz), né en 1550 à Terschelling, dans les îles de Frise, aux Pays-Bas, et décédé le 20 juin 1597 en Nouvelle-Zemble en Russie, est un navigateur et explorateur néerlandais, pionnier des expéditions dans les eaux du Grand Nord.

## Biographie
Il quitta Amsterdam aux Pays-Bas en 1594 avec deux navires sous les ordres de Cornelis Nay, à la recherche d'un passage nord vers l'extrême Asie. Il atteignit la côte ouest de la Nouvelle-Zemble, et la suivit vers le nord, pour finalement faire demi-tour alors qu'il était proche de son extrémité nord.
L'année suivante, il commanda une autre expédition de sept navires, qui se dirigea vers le détroit entre la côte asiatique et l'Île Vaïgatch, mais il arriva trop tard pour y trouver un passage navigable.
Lors de la deuxième tentative pour trouver le passage du Nord-Est, l’équipage fait la rencontre des Samis. Les notes prises serviront à faire entrer le peuple Samis de Laponie dans une encyclopédie du XVIIe siècle.

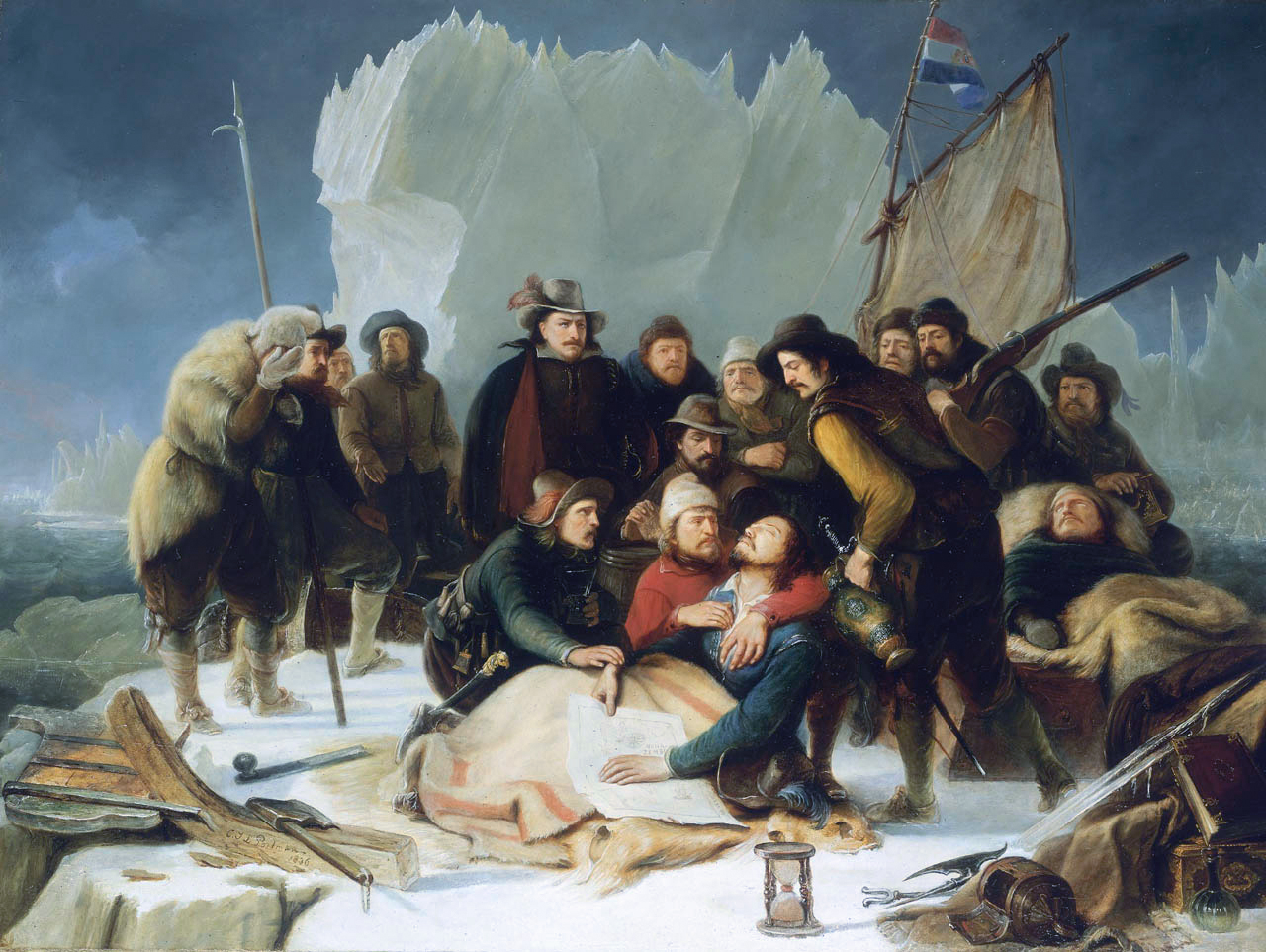
La mort de Willem Barentsz peinte par Christiaan Julius Lodewyck Portman en 1836.

Son troisième voyage échoua également et lui coûta la vie. Il disposait alors de deux bateaux mais n'était que le pilote de l'expédition, celle-ci étant commandé par Jacob van Heemskerk et Jan Corneliszoon Rijp. Il aperçut l'Île aux Ours et le Spitzberg, où les deux bateaux se séparèrent. Le vaisseau de Barentsz, après avoir longé le nord de la Nouvelle-Zemble, fut emprisonné dans les glaces et l'équipage fut obligé d'hiverner en Nouvelle-Zemble, démontant une partie de leur navire pour survivre. Au printemps suivant, comme les conditions météorologiques ne s'amélioraient pas, Barentz décida de quitter la Nouvelle-Zemble afin de trouver une voie de salut. La plupart des membres d'équipage s'en sortirent, mais Barentsz lui-même, trop affaibli, mourut le 20 juin 1597. Une version romancée et dessinée, est rapportée par Bob de Moor dans son ouvrage L'Expédition Maudite de Cori le Moussaillon, en 1987.
L'histoire de l'hiver passé en Nouvelle-Zemble fut publiée par Gerrit de Veer, qui fut aussi la première personne à observer l'anomalie atmosphérique appelée effet Novaya Zemlya.
Shakespeare évoque, dans La Nuit des Rois, l'expérience de Willem Barentsz :
« She did show favour to the youth in your sight only to exasperate you, to awake your dormouse valour, to put fire in your heart and brimstone in your liver. You should then have accosted her; and with some excellent jests, fire-new from the mint, you should have banged the youth into dumbness. This was looked for at your hand, and this was balked: the double gilt of this opportunity you let time wash off, and you are now sailed into the north of my lady's opinion; where you will hang like an icicle on a Dutchman's beard, unless you do redeem it by some laudable attempt either of valour or policy. »
— William Shakespeare, Le Soir des Rois, acte III, scène 2

« Elle n’a fait des courtoisies au jeune homme devant vous que pour vous exaspérer, pour réveiller votre valeur qui s’endort comme un loir, mettre du feu dans votre cœur et du salpêtre dans vos veines. Vous auriez dû l’accoster alors, et avec quelques excellentes plaisanteries, frappées sur-le-champ par le balancier de votre esprit, vous auriez réduit le jeune homme au silence. C’est ce qu’on attendait de vous et cet espoir a été trompé : vous avez laissé le temps effacer la double dorure de cette occasion et vous avez maintenant navigué au nord de l’opinion de Madame, où vous pendrez comme un glaçon à la barbe d’un Hollandais, à moins que vous ne rachetiez cette faute par quelque louable entreprise de valeur ou de politique. »
— Le Soir des Rois, acte III, scène 2
La mer de Barents porte son nom, en mémoire de l'explorateur. Le 23 novembre 2011 est sorti sur les écrans le premier film néerlandais en 3D sur cet événement historique, intitulé Conquest (titre original : Nova Zembla) avec notamment Doutzen Kroes et Derek de Lint dans les rôles principaux, mis en scène par Reinout Oerlemans.

## Archéologie

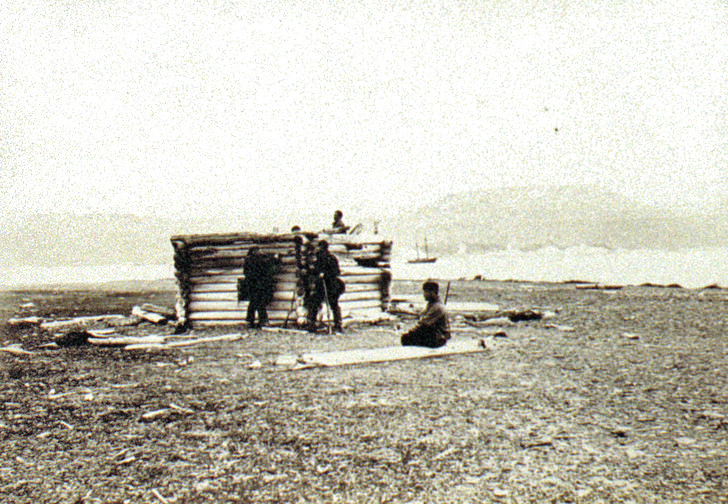
Les ruines du camp de Barentz découvert par Carlsen en 1871.

La cabane en bois où s'était réfugié l'équipage de Barentsz a été découverte, intacte, par le chasseur de phoque norvégien Elling Carlsen le 7 septembre 1871, lequel fit un croquis de la construction et nota la présence d'une série d'objets.
Le capitaine Gunderson visita le site le 17 août 1875 et recueillit divers objets. L'année suivante, Charles L.W. Gardiner visita le site le 29 juillet et rassembla 112 objets, dont le message de Barentsz et Heemskerck décrivant leur installation. Tous ces objets sont visibles au Rijksmuseum d'Amsterdam.
D'autres objets figurent dans les collections du Musée Arctique et Antarctique de Saint Petersbourg, au musée régional d'Arkangelsk et au musée polaire de Tromsø.
Le lieu d'hivernage de Barentsz est devenu une destination touristique desservie par des brise-glaces opérant depuis Mourmansk.